# 文须雀

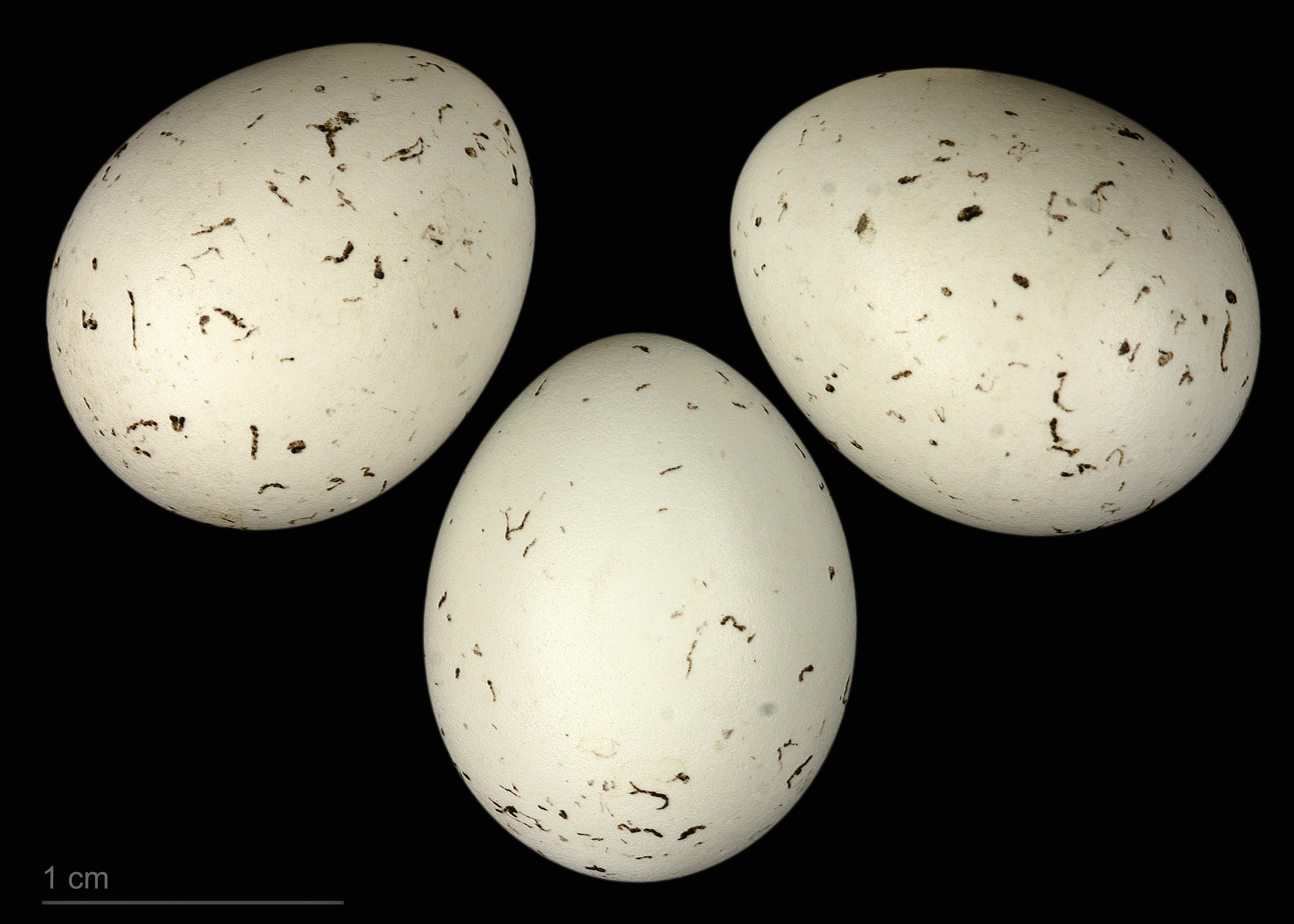
卵 Panurus biarmicus biarmicus

文须雀（学名：Panurus biarmicus）为鶲科文须雀属的鸟类。分布于英格兰、法国、比利时、荷兰、丹麦、德国、瑞士、西班牙、意大利、波兰、匈牙利、土耳其、伊朗、前苏联、摩洛哥以及中国大陆的新疆、青海、甘肃、内蒙古、东北、河北等地，一般生活于在水边杨、柳树的枝叶间和芦苇的顶端。该物种的模式产地在欧洲Holstein。

## 亚种
- 文须雀北亚亚种（学名：Panurus biarmicus russicus）。分布于中国大陆的新疆、青海、甘肃、内蒙古、东北、河北等地。该物种的模式产地在前苏联。[3]